# パガニーニによる大練習曲
『パガニーニによる大練習曲』は、ニコロ・パガニーニの『24の奇想曲』と『ヴァイオリン協奏曲第2番』に基づいてフランツ・リストが作曲（編曲）した作品である。作曲1838年、改訂1851年。サール番号　初版S.140　改訂版S.141。献呈クララ・ヴィーク嬢。

## 概要
パガニーニの『24の奇想曲』やヴァイオリン協奏曲の中から6曲を抜粋し、ピアノに編曲したものである。初版は非常に演奏困難な技術を多く要求される事で知られ、13度の和音や、非常に早いパッセージで連続する10度の和音等、手の大きさそのものを要求する部分も多いが、改訂版ではそれらの大部分は削除された。一般に演奏されるのは改訂版であり、初版を『パガニーニによる超絶技巧練習曲』、改訂版を『パガニーニによる大練習曲』（単に『パガニーニ練習曲』ということもある）と呼んで区別される。『ラ・カンパネッラ』は特に抜粋されて演奏されることが多く、リストの曲の中でもっとも有名な作品の一つである。

## 楽曲
- S.140 パガニーニによる超絶技巧練習曲　（1838年版） 
  - S.140/1 第1番 ト短調　Andante - Non troppo Lento　原曲：第5・6番
  - S.140/1a （S.140/1の別稿（ossia）。ロベルト・シューマンの『パガニーニのカプリスによる練習曲』Op.10 第2曲の再編曲）
  - S.140/2 第2番 変ホ長調　Andante - Andantino, capricciosamente　原曲：第17番
  - S.140/3 第3番 変イ短調　Allegro moderato - Tempo giusto　原曲：『ヴァイオリン協奏曲第2番』第3楽章、『ヴァイオリン協奏曲第1番』第3楽章
  - S.140/4a 第4番 ホ長調　Andante quasi Allegretto　原曲：第1番
  - S.140/4b 第4番 同上（S.140/4aの第2稿）
  - S.140/5 第5番 ホ長調　Allegretto　原曲：第9番
  - S.140/5a （S.140/5の別稿（ossia））
  - S.140/6 第6番 イ短調　Quasi Presto (a Capriccio)　原曲：第24番

- S.141 パガニーニによる大練習曲　（1851年版）　原曲は『ラ・カンパネッラ』以外は初版と共通。
  - S.141/1 第1番 ト短調　Andante - Non troppo Lento（トレモロ） 　
  - S.141/2 第2番 変ホ長調 Andante - Andante capriccioso（オクターブ）
  - S.141/3 第3番 嬰ト短調　Allegretto　「ラ・カンパネッラ」  ※初版ではヴァイオリン協奏曲から2曲を基にしていたがこちらは第2番のみに基づく。
  - S.141/4 第4番 ホ長調　Vivo　（アルペジオ）
  - S.141/5 第5番 ホ長調　Allegretto 「狩り」
  - S.141/6 第6番 イ短調　Quasi Presto　「主題と変奏」

### 編曲法
- 第1番は原曲は第5・6番で、「トレモロ」と俗称される。原曲より1オクターブ低い音域で主題が始まるが、これは左手の練習を目的としたためである。前後に第5番の前奏（楽譜では「前奏曲」と表記されている）と後奏が加えられた。初版は、パガニーニを彷彿とさせる音域の広いアルペッジョが再現部で多用されているが、改訂版ではトレモロなどピアニスティックな音型に変更されている。
- 第2番は第17番を元に作られたオクターヴのための練習曲である。曲の進行は原曲に忠実で、和音による味付けや中間部の対旋律が追加された。リストの半音階が印象的。初版では、主部の高速パッセージが楽譜の指定では片手による三度進行となっているが、指定の速度で弾くのが至難の為、多くの演奏者は両手で弾いている（改訂版では単音）。さらに、オクターブの連続の中に重音を混ぜるなど、一見地味だが難しい技巧が盛り込まれている。
- 第3番は『ラ・カンパネッラ』を参照のこと。6曲中、この曲だけが原曲から主題のみを取った自由な編曲となっていることについて、福田弥はパガニーニの協奏曲第2番が1851年まで出版されなかったことを理由に挙げている[1]。
- 第4番は第1番に基づくが、改訂版は特徴的な記譜法で書かれている。楽譜はヴァイオリン同様1段で書かれており、「ミ（左）-♯ソシ-ミ（右）-ミ（左)-シ-♯ソ-ミ（右）」というように、上昇と下降の開始を左手、その他の音を右手で取る。テンポが速い上に上昇・下降とも1オクターブを越えるため、同音連打の部分で指替えができない。頻繁に両手が交差し、場合によっては同じ音域を両手を重ねるようにして演奏する必要がある。初版と改訂版の相違点は下記を参照。
- 第5番は第9番に基づき、「狩り」と独自のタイトルを付けて作られた曲である。6曲の中でも比較的良く知られている。主題はフルートやホルンの響きの模倣である。ピアノ用の編曲なので、当然伴奏が付けられているが、初版と改訂版では大きく異なる（初版の方が、音域が広い）。特に違いが顕著なのは、中間部の低音から駆け上る音階パッセージ（初版は両手のオクターブから和音の連続、改訂版はオクターブグリッサンド）、主題再現部（初版はラ・カンパネッラを思わせる右手オクターブの連続から始まり、オリジナルより拡張されている。改訂版はオリジナルとほぼ同様に短い）。
- 第6番の原曲は第24番。進行は原曲に忠実で、最終変奏が多少拡大された程度である。この曲集の終幕にふさわしい華麗な変奏曲である。なおリスト以外にも、ヨハネス・ブラームス、セルゲイ・ラフマニノフなど多数の作曲家が奇想曲第24番の主題を基にした変奏曲を書いている。

### 初版
初版の『パガニーニによる超絶技巧練習曲』はリストの数ある曲の中でも難曲とされる。CD時代に入ると録音は複数存在するほか、大井和郎と金澤攝がこの曲集を演奏した。
改訂版との違いは第3番と第4番で顕著である。
第3番は、主題の取り入れ方・曲の進行が全く違っている。まず、改訂版の特徴である右手の大きな跳躍が前半には無い。また、左手には手の大きさが要求される和音が繰り返し登場する。後半（Tempo giust）では改訂版には見られないヴァイオリン協奏曲第1番の主題が変イ長調で現れ、曲の拍子が8分の6拍子から4分の4拍子に変化し、曲の終盤まで連打と跳躍のテクニックがさまざまな形で、両手について要求されるようになる。アップライトピアノでは構造上、連打に鍵盤が追いつかず音が繋がってしまう為、指定の速度での演奏は不可能となる（作曲当時にはまだアップライトピアノは存在していなかった）。コーダの直前で「ラ・カンパネッラ」が回想されたのち、第1番の主題により華々しく終結する。
第4番は2つの異なる稿が存在する（成立は同時期）が、第2稿の難易度は第1稿をはるかに上回る。両者は改訂版（Vivo）よりもかなり遅めのテンポ（Andante quasi Allegretto）をとり、終始2段で書かれている。第1稿では、広いポジションをとる両手のアルペジオや跳躍、特徴的な指づかいが目に付く。改訂版では両手の交差で取る単音アルペジオは、第1稿では両手のユニゾンになっている。最後には、リストが多用する、和音の両手交差によるアルペジオのフレーズで締めくくられる。第2稿では曲全体が第1稿のアルペジオを応用し、両手でそれぞれ重音アルペジオを演奏することになる。また後半部分で、主題を第1稿よりも音域の広い和音の両手交差による大跳躍を組み込みながら繰り返しているため、曲自体が少し長くなっている。特に、両手で同時に十度のフレーズを弾く部分は至難である。

#### 初版を録音したピアニスト
- ニコライ・ペトロフ - 録音に使用したピアノはオウガストフォレスター。初の映像による収録。
- 大井和郎 - ピアノはベーゼンドルファー。理由は「スタインウェイだと演奏効果が高くなりすぎて和音がつぶれてしまうから」だという。
- レスリー・ハワード - 2016年までは、第4番の第1版の演奏はこの録音でしか入手できなかった。
- ゴラン・フィリペツ（2016年） - 史上2番目に第4番の第1版を録音した。
- ヴォイチェフ・ヴァレチェク[4]

### 関連作品
『パガニーニの「鐘」によるブラヴーラ風大幻想曲』（S.420）、『ヴェニスの謝肉祭、ラ・カンパネッラによる華麗なる大幻想曲』（S.700i/ii） - いずれも「ラ・カンパネッラ」の主題を使用。両作品ともパガニーニによる大練習曲以前に作られたもので、前者はリストがカンパネラの主題を用いた最初の作品である。共にイ短調。

## 備考
前述の通り、初版を『パガニーニによる超絶技巧練習曲』、改訂版を『パガニーニによる大練習曲』と呼んで区別するが、実際はピアノリサイタル等のテレビ番組で大練習曲を演奏する際に誤って超絶技巧練習曲とクレジットされることもあり、初版と改訂版の区別がされていないことがある。
フェルッチョ・ブゾーニはこの作品を二度に渡って改訂している。第1-5曲は異同がないが、第6曲は曲尾が完全に書き換えられてしまっており、本人の「自由編曲」との断り書きがある。初版を録音したり演奏したりするピアニストは、少ないがいる。書き換えられた版の演奏はあまり試みられない。